# Altofing (Bad Feilnbach)
Altofing ist ein Gemeindeteil der Gemeinde Bad Feilnbach im oberbayerischen Landkreis Rosenheim mit 128 Einwohnern.

## Beschreibung
Das als Ensemble unter Denkmalschutz stehende kleine Bauerndorf liegt abgeschieden in den nach Norden auslaufenden Wiesenhängen des Wendelsteingebiets. Seine Geschichte ist mittelalterlichen Ursprungs. Es besteht aus fünf alten Bauernanwesen und wenigen kleineren Wohnhäusern sowie einer Kapelle. Unter den Einfirsthöfen, die meist nach Osten ausgerichtet sind, zeichnet sich der Moarhof von 1667 durch seine Bauweise und seinen Freskenschmuck besonders aus. Die übrigen Höfe und Häuser, zu denen auch Stadel und Zuhäuser gehören, sind meist im 19./20. Jahrhundert errichtet worden und wahren in der Regel den alpenländischen Charakter des Ortsbildes. Die Anwesen liegen malerisch in Obstgärten eingebettet, das Gebiet um Feilnbach ist altes Obstanbaugebiet. Das reizvolle Ortsbild zog am Anfang des Jahrhunderts mehrfach Künstler an und veranlasste die Maler Hermann Rothenbucher und Franz Berthold-Buchenau, sich in Altofing niederzulassen.